# ティム・ストークリー
ティモシー・クリストファー・ストークリー（Timothy Christopher Stokely、1983年7月 - ）は、イギリスの実業家で、OnlyFansの創設者兼CEO。彼は『サンデー・タイムズ』によって「自家製ポルノの王」と評されている。 